# Ruter
Ruter AS è un'azienda pubblica norvegese che opera come autorità di trasporto pubblico locale per le contee di Oslo e Akershus. I servizi di trasporto pubblico sono svolti da Norled, che gestisce i trasporti acquatici, e Sporveien, che tramite le sue tre controllate (Sporveien Trikken, Sporveien T-banen e Unibuss) gestisce la rete tranviaria, metropolitana e parte della rete autobus di Oslo. Le ferrovie locali invece sono gestite da Vygruppen, l'azienda statale delle ferrovie, mentre le rimanenti linee autobus sono gestite da Nobina, Norgesbuss e Nettbuss ØST.

## Storia
L'azienda è stata fondata il 23 ottobre 2007 dall'unione di Oslo Sporveier, l'autorità municipale di Oslo, e Stor-Oslo Lokaltrafikk, l'autorità municipale dell'ex contea di Akershus.